# Milan Baroš
Milan Baroš (* 28. října 1981, Valašské Meziříčí) je bývalý český fotbalový útočník, reprezentant, odchovanec Baníku Ostrava, kde také roku 2020 ukončil hráčskou kariéru. Mimo Česko působil na vrcholové klubové úrovni v Anglii, Francii a Turecku.
Je držitelem bronzové medaile z Mistrovství Evropy 2004 a s 5 góly nejlepší střelec tohoto turnaje, dále se 41 góly druhý nejlepší střelec v historii české fotbalové reprezentace (za Janem Kollerem s 55 góly) a člen Klubu ligových kanonýrů. Také je mistrem Evropy hráčů do 21 let z roku 2002.
Společně s Vladimírem Šmicerem se stal v dresu Liverpoolu v roce 2005 prvním českým vítězem prestižní Ligy mistrů UEFA. Byl znám svým přímočarým tahem na bránu a dobrou orientací v pokutovém území soupeře. Proslul ale též různými aférami, byl např. přistižen při překročení povolené rychlosti o 140 km/h, obviněn z rasismu a jednou byl za nevhodné chování nakrátko vyloučen z reprezentace. Měl také negativní vztah s médii a byl častým objektem nelichotivých bulvárních článků.

## Klubová kariéra
Pochází z Vigantic a svoji fotbalovou kariéru také zahájil v místním TJ Vigantice, odkud v průběhu mládeže zamířil nejprve do TJ Rožnov pod Radhoštěm, a poté do FC Baník Ostrava.

### FC Baník Ostrava
Již v roce 1998 se propracoval do A týmu Baníku, debutoval v 1. české fotbalové lize a stal se hráčem základní sestavy. V roce 2000 zvítězil v české anketě Fotbalista roku v kategorii Talent roku. V české lize odehrál celkem 76 zápasů a dal 22 gólů. Jako nadějný hráč přestoupil v roce 2002 za cca 3,2 milionu £ do anglického Liverpoolu.

### Liverpool FC
V anglickém velkoklubu dostal dres s číslem 5. Debutoval v zápase Ligy mistrů v Barceloně, v němž se zrodila remíza, byl to zároveň jediný zápas sezóny 2001/02, do kterého mladý útočník zasáhl.

#### Sezóna 2002/03
V následující sezóně 2002/03 dvakrát skóroval ve svém prvním utkání v Premier League 14. září 2002 proti Boltonu Wanderers, které Liverpool vyhrál venku 3:2. V lize pak skóroval ještě v následujících zápasech:
- 14. září 2002 venku proti Boltonu Wanderers, góly v 45. a 72. minutě (výhra 3:2)
- 21. září 2002 doma proti West Bromwich Albion, gól v 56. minutě (výhra 2:0)
- 23. listopadu 2002 venku proti Fulhamu, gól v 86. minutě (prohra 2:3)
- 15. prosince 2002 venku proti Sunderlandu, gól v 68. minutě (prohra 1:2)
- 2. února 2003 venku proti West Ham United FC, gól v 7. minutě (výhra 3:0)
- 26. dubna 2003 venku proti West Bromwich Albion, góly v 47. a 84. minutě (výhra 6:0)
- 3. května 2003 doma proti Manchesteru City, gól v 59. minutě (prohra 1:2)

Ligovou sezónu zakončil Liverpool na 5. místě tabulky, Milan Baroš vstřelil během 27 zápasů celkem 9 gólů. Další přidal v pohárových soutěžích – v Lize mistrů a v Anglickém ligovém poháru, který s týmem v této sezóně vyhrál, když ve finále Liverpool porazil Manchester United 2:0 (Liverpool tak získal 7. trofej v této soutěži).

#### Sezóna 2003/04
V této sezóně se vzhledem k jeho dosavadním výborným výkonům očekávala od českého útočníka další vydařená vystoupení, nicméně Milan Baroš utrpěl v jednom utkání zlomeninu kotníku a byl vyřazen na 6 měsíců ze hry. Celkem zaznamenal pouze dvě branky:
- v Premier League 29. února 2004 venku proti Leedsu United, gól ve 42. minutě (remíza 2:2)
- v Poháru UEFA 11. března 2004 doma proti Olympique Marseille, gól v 55. minutě (remíza 1:1)

V létě 2004 proběhlo EURO 2004, kde se Milan Baroš stal s 5 góly nejlepším střelcem turnaje. V Liverpoolu se udála změna na trenérském postu, francouzského kouče Gérarda Houlliera (odešel do Lyonu) nahradil španělský trenér Rafael Benítez (přišel z Valencie).

#### Sezóna 2004/05
Tato sezóna byla pro českého hráče nejvydařenější v dresu Liverpoolu. Když odešel Michael Owen do Realu Madrid a Emile Heskey do Birminghamu City, Baroš se stal hlavním útočníkem klubu. V lize nasázel 9 gólů včetně hattricku do sítě Crystal Palace FC, v Anglickém ligovém poháru dal dvě branky Millwallu a v Lize mistrů se trefil rovněž dvakrát (proti AS Monaco v základní skupině a proti Leverkusenu v osmifinále).
Ligové góly:
- 21. srpna 2004 doma proti Manchesteru City, gól ve 48. minutě (výhra 2:1)
- 25. září 2004 doma proti Norwich City FC, gól ve 23. minutě (výhra 3:0)
- 16. října 2004 venku proti Fulhamu, gól v 50. minutě (výhra 4:2)
- 30. října 2004 venku proti Blackburn Rovers FC, gól v 53. minutě (remíza 2:2)
- 13. listopadu 2004 venku proti Crystal Palace FC, góly v 23., 45. a 90. minutě (výhra 3:2)
- 19. prosince 2004 doma proti Newcastle United FC, gól v 65. minutě (výhra 3:1)
- 5. února 2005 doma proti Fulhamu, gól v 77. minutě (výhra 3:1)

Milan Baroš se stal vítězem Ligy mistrů 2004/05, když Liverpool dokráčel až do finále, ve kterém porazil na pokutové kopy AC Milán a získal svůj 5. titul v této soutěži, ačkoli prohrával již 0:3 po poločase. Baroš měl podíl na vyrovnávacím gólu, když na něj směřovala přihrávka do pokutového území, posunul ji patičkou na nabíhajícího Stevena Gerrarda, jenž byl faulován. Nařízený pokutový kop proměnil v 60. minutě Xabi Alonso. Milana Baroše pak v 85. minutě vystřídal Djibril Cissé.
V Anglickém ligovém poháru se Liverpool rovněž propracoval až do finále proti Chelsea FC, ale prohrál jej 2:3, Baroš nastoupil do utkání v 74. minutě. Se 13 vstřelenými brankami zakončil sezónu na děleném prvním místě tabulky střelců klubu.

#### Sezóna 2005/06
V červnu 2005 se zdála Barošova budoucnost v Liverpoolu nejistá. Liverpool navíc získal na hrot konkurenta, ze Southamptonu přišel vytáhlý útočník Peter Crouch. Milan odehrál jen dvě utkání v sezóně, do nichž nastoupil jako střídající hráč (gól nevstřelil). Trenér Rafael Benítez začal upřednostňovat Djibrila Cissého, Fernanda Morientese a Petera Crouche. O Baroše stál David O'Leary, trenér Aston Villy, kam se nakonec český hráč rozhodl přestoupit. Zároveň popřel rozepře se španělským trenérem Liverpoolu Benítezem. O českého útočníka projevil zájem i francouzský klub Olympique Lyon vedený Gérardem Houllierem, pod nímž dříve Baroš hrál v Liverpoolu, a německý FC Schalke 04. Baroš upřednostnil setrvání v anglické Premier League.

### Aston Villa FC
V létě 2005 přestoupil za 6,5 milionu £ do birminghamského klubu Aston Villa FC, kde podepsal čtyřletý kontrakt. Dostal dres s číslem 10. Ve svém prvním zápase za Aston Villu vstřelil v 11. minutě jediný gól zápasu proti Blackburnu Rovers (dostal rovněž žlutou kartu). Sezónu dokončil s 8 vstřelenými góly ve 25 zápasech.
Pod novým trenérem Martinem O'Neillem začal další sezónu 2006/07 jako první útočník. Nastupoval v útoku s kolumbijským forwardem Juanem Pablem Ángelem, nicméně záhy se zranil a ztratil místo v sestavě. Svůj střelecký účet sezóny otevřel 11. prosince v utkání proti Sheffield United FC (2:2). To však příliš nepřesvědčilo trenéra a český útočník dostával stále méně prostoru v prvním týmu Aston Villy. Poslední gól v dresu Villy zaznamenal v zápase FA Cupu proti Manchesteru United, v němž střídal na hřišti v 53. minutě Ángela a v 74. minutě vstřelil jediný gól svého týmu (United vyhráli 2:1). Celkem odehrál Milan Baroš v Aston Ville 51 utkání a vstřelil 14 gólů (ve všech soutěžích). Ligovou bilanci má 42 zápasů a 9 gólů.
V lednovém přestupním termínu 2007 byl prodán do Lyonu, součástí transferu byla i výměna norského hráče Johna Carewa opačným směrem.

### Olympique Lyon
V lednu 2007 přestoupil Baroš do francouzského klubu Olympique Lyon. Shledal se zde se svým bývalým trenérem z Liverpoolu Gérardem Houllierem. 24. ledna debutoval ve francouzské lize proti FC Girondins de Bordeaux, dostal se na hřiště v 58. minutě, nicméně Lyon prohrál 1:2. Ve 22. kole francouzské ligy 28. ledna 2007 nastoupil poprvé v základní sestavě a zařídil svým prvním gólem v dresu Lyonu remízu 1:1 s OGC Nice, když v 39. minutě vyrovnával na 1:1.
18. dubna 2007 v zápase proti Stade Rennais FC si před kamerunským hráčem soupeře Stéphanem Mbiou ucpával nos a mával před ním rukou, jako by rozháněl zápach, toto gesto vyvolalo rozruch a Baroš byl nařčen z rasistického chování. Český útočník se hájil, že to bylo běžné fotbalové gesto, které nemělo s rasismem nic společného. Zároveň poslal kamerunskému hráči omluvný dopis. Toto vysvětlení nepřesvědčilo představitele organizací na ochranu lidských práv ani samotného Mbiu, jenž se ve francouzském deníku L'Equipe vyjádřil, že Barošovi neodpustí. Disciplinární komise neshledala Baroše vinným z rasistického chování, ale udělila mu 3zápasový trest za nesportovní chování. K incidentu se vyjádřil i francouzský krajně pravicový kandidát na prezidenta Jean-Marie Le Pen, jenž býval sám často obviňován z rasismu. Na otázku, zda jej takové chování šokuje, odpověděl: „Ano, není to moc elegantní.“
1. listopadu 2007 byl Milanu Barošovi zadržen policií jeho vůz Ferrari F430, neboť na dálnici mezi Lyonem a Ženevou výrazně překročil povolenou 130 km/h rychlost, bylo mu radarem naměřeno 271 km/h. Šéf policie v Ainu se vyjádřil, že jde o nový rychlostní rekord departmentu, měl překonat 248 km/h motocyklisty z roku 2000.
Za Lyon dal Baroš ve 24 ligových zápasech celkem 7 branek.

### Portsmouth FC (hostování)
V lednu 2008 odešel na hostování do Portsmouthu. 30. ledna odehrál první zápas proti Manchesteru United. Sehrál v klubu významnou roli během zisku FA Cupu v roce 2008. Ve čtvrtfinále FA Cupu 8. března proti témuž soupeři (Manchester United) byl na něj v 78. minutě odpískán faul v pokutovém území polskému brankáři Tomaszovi Kuszczakovi, jenž za zákrok dostal červenou kartu. Nařízený pokutový kop proměnil Sulley Muntari a Portsmouth favorita na stadionu Old Trafford překvapivě vyřadil výsledkem 0:1. V následujícím semifinálovém utkání 5. dubna na hřišti West Bromwiche Albion přihrával v 54. minutě nigerijskému útočníkovi Nwankwo Kanuovi na jediný a rozhodující gól utkání. Ve finále 17. května porazil Portsmouth Cardiff City FC opět stejným výsledkem 1:0 a získal pohár, Milan Baroš střídal v 87. minutě střelce gólu Nkwanko Kanua. Byl to zároveň jeho poslední zápas v dresu Portsmouthu, poté se vrátil v červnu 2008 do Lyonu, ale za něj už nenastoupil. V srpnu 2008 přestoupil do Galatasaray Istanbul. V Premier League během 12 zápasů nevstřelil v dresu Portsmouthu žádný gól.

### Galatasaray SK
V srpnu 2008 se upsal na tři roky věhlasnému tureckému klubu z Istanbulu Galatasaray SK, přestoupil za 7 milionů €. Zde prožil střelecké obrození a obnovil spolupráci s dřívějším spoluhráčem s Liverpoolu Harry Kewellem.

#### Sezóna 2008/09
18. září 2008 se objevil poprvé v základní sestavě v prvním kole Evropské ligy proti AC Bellinzoně a vstřelil dva góly. O tři dny později při svém ligovém debutu se opět dvakrát trefil, tentokrát do sítě Kocaelisporu, Galatasaray vyhrálo u soupeře 4:1. 30. listopadu 2008 rozhodl hattrickem o výhře nad Hacettepe SK 3:1.
21. prosince 2008 se díky hattricku v utkání proti rivalovi Beşiktaş JK dostal na čelo ligových kanonýrů, měl nyní na kontě 14 branek. Galatasaray porazil Beşiktaş 4:2, Milan Baroš dal dvě ze tří branek z pokutového kopu. V této sezóně 2008/09 se stal s 20 góly nejlepším střelcem turecké nejvyšší ligy Süper Lig, ke koruně střelců potřeboval 31 zápasů.

#### Sezóna 2009/10

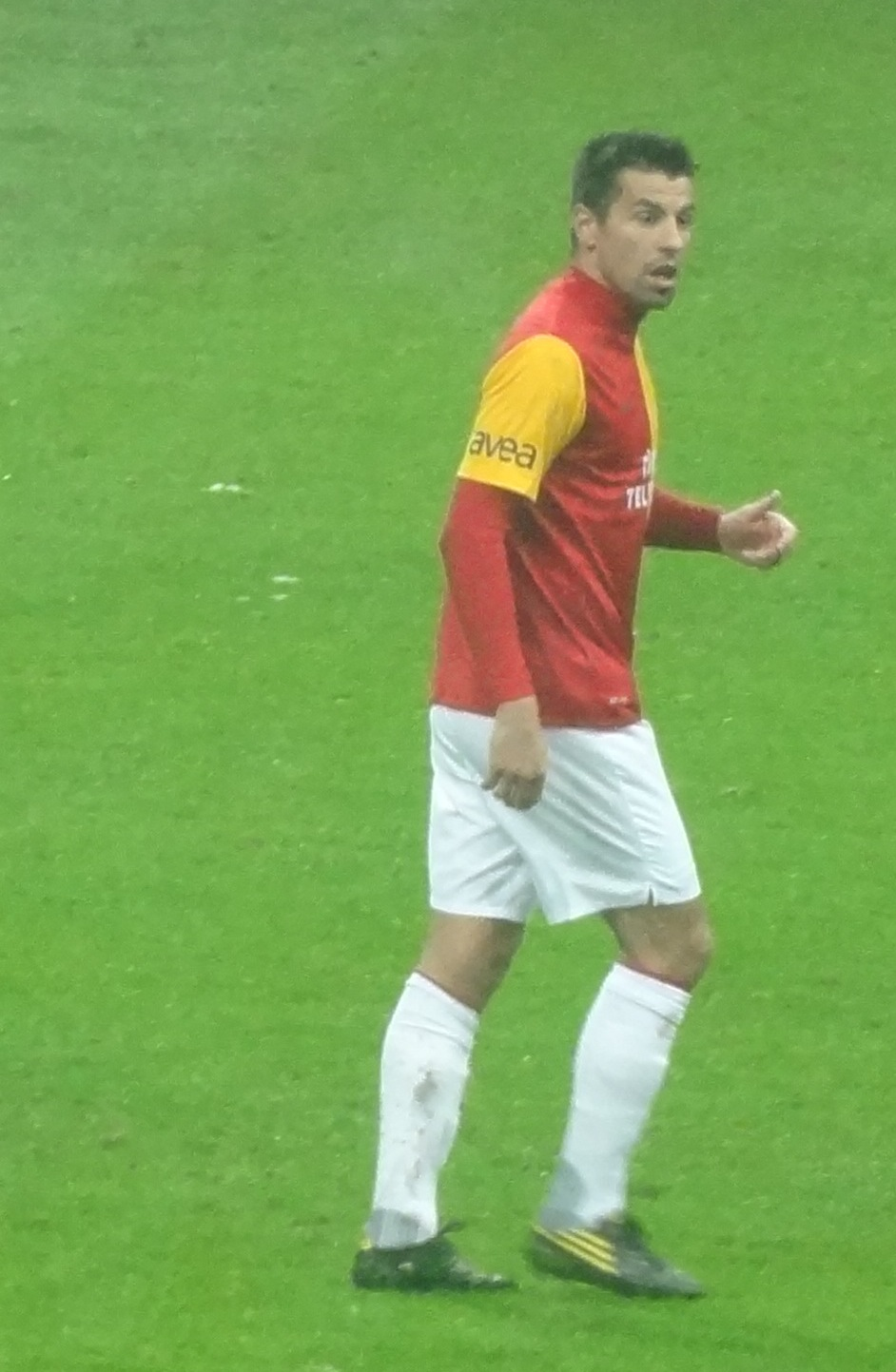
Milan Baroš v dresu tureckého klubu Galatasaray SK.

Po třech ligových zápasech dvakrát skóroval Milan Baroš v utkání proti Kayserisporu (4:1). Další dva góly zaznamenal 13. září proti Beşiktaşi Istanbul při výhře 3:0 (byla to jeho třetí a čtvrtá branka sezóny).
Po zákroku Emre Belözoğlua v 1. minutě derby Fenerbahçe–Galatasaray měl nadvakrát zlomenou nohu a na 4 a půl měsíce byl mimo hru. Vrátil se 14. března 2010 v zápase proti MKE Ankaragücü, kde také jednou skóroval. 11. dubna 2010 vstřelil hattrick v domácím utkání proti Diyarbakirsporu (výhra 4:1). 17. dubna 2010 vstřelil gól proti Manisasporu.

#### Sezóna 2010/11
Týden před startem turecké ligy 7. srpna 2010 prodloužil smlouvu s Galatasaray. V této sezóně sužovala Milana Baroše řada zranění. Začal dobře, dvakrát se trefil v kvalifikaci Evropské ligy proti ukrajinskému celku FK Karpaty Lvov. První ligový gól zaznamenal v utkání proti Eskişehirsporu, které Galatasaray vyhrálo 3:1. O tři týdny později se blýskl hattrickem do sítě İstanbul Büyükşehir Belediyesporu (výhra 3:1), ale pro zranění zápas nedohrál. Po návratu na trávník 17. října 2010 vstřelil dva góly MKE Ankaragücü, ale poté se opět zranil. Nastoupil po 7 týdnech na závěrečných 10 minut souboje s Beşiktaşem. Smůla pokračovala dál, během těchto několika minut přišlo opět zranění. Po vyléčení ze zranění podával ve druhé polovině sezóny výborné výkony.
29. července 2011 vstřelil Baroš úvodní 2 góly v přátelském utkání proti svému bývalému klubu Liverpoolu FC. Trefil se v 9. a 40. minutě, utkání skončilo výsledkem 3:0.

#### Sezóna 2011/12
V sezóně 2011/12 do obrany Galatasaraye přibyl Barošův bývalý reprezentační kolega Tomáš Ujfaluši, jenž přestoupil z Atlética Madrid. Český útočník (Baroš) nevstoupil do sezóny tak dravě jako v předešlých letech. Po slabších výkonech v prvních dvou ligových zápasech ztratil místo v základní sestavě, nahradil jej švédský útočník Johan Elmander. Po několika týdnech na lavičce náhradníků dostal Milan Baroš šanci na hřišti.
V zápase 5. ligového kola proti domácímu MKE Ankaragücü se Baroš dostal na trávník v 74. minutě, když střídal zraněného Engina Baytara. Po necelých 10 minutách uzavřel skóre z pokutového kopu na 3:0, byl to jeho první gól sezóny. V následujícím zápase 6. kola proti Bursasporu šel Baroš na hřiště v 83. minutě za stavu 1:1 a již za čtyři minuty vstřelil vítězný gól, Galatasaray vyhrálo doma 2:1. V 58. minutě utkání proti Sivassporu zvýšil z pokutového kopu na 2:0, domácí Galatasaray v závěru udržel vítězství 2:1 navzdory vyloučení svých hráčů Engina Baytara a Johana Elmandera. Tímto gólem se Milan Baroš stal členem Klubu ligových kanonýrů. Tyto jeho zlepšené výkony vedly kouče istanbulského klubu Fatiha Terima ke změně rozestavení na 4–4–2, Milan Baroš začal nastupovat v útoku vedle Johana Elmandera. Změněný systém hry se osvědčil, Baroš se trefil ve třech zápasech v řadě (proti İstanbulu BB, Samsunsporu, Karabüksporu), ale před koncem posledně zmíněného duelu s Karabüksporem (leden 2012) přišlo svalové zranění.
V prvním zápase po vyléčení zranění (proti Antalyasporu, 24. kolo turecké ligy) se dostal na hřiště v 57. minutě, ale již za 15 minut byl rozhodčím vyloučen za protesty. Českému útočníkovi se nelíbilo, že nebyl odpískán pokutový kop. Nechal se unést emocemi a ukázal rozhodčímu vztyčený prostředníček. Za to jej neminul třízápasový trest a kritika trenéra. Další nepříjemnost jej potkala příští týden, kdy si na tréninku zlomil nos. Sezónu zakončil ziskem titulu turecké ligy, k němuž přispěl mj. svými 8 vstřelenými góly.

#### Sezóna 2012/13
Na začátku sezóny 2012/13 Baroš nehrál, trenéru Fatihu Terimovi nezapadal do koncepce. Klub se jej snažil prodat, hráči končila po této sezóně lukrativní smlouva. Na začátku sezóny získal s klubem turecký Superpohár po vítězství 3:2 nad Fenerbahçe Istanbul, i když do utkání nezasáhl. 2. října 2012 v zápase Ligy mistrů proti portugalské Braze (výhra Bragy 2:0) nebyl ani na lavičce náhradníků. V podzimní části sezóny nakonec nenastoupil k jedinému zápasu. Galatasaray navíc posílilo ofenzivu nákupem Didiera Drogby, útočníka světové třídy. Začátkem února 2013 byl připraven strávit jarní část sezóny v Baníku Ostrava. V únoru 2013 se s klubem dohodl na rozvázání smlouvy. Vzhledem k tomu, že přestupové okno do západoevropských lig již bylo uzavřené, hráč mohl přestoupit do Ruska nebo do některé z asijských lig. Ve hře byl i návrat do Baníku Ostrava. Během svého působení v Galatasarayi Istanbul zaznamenal Milan Baroš během 93 ligových zápasů celkem 48 branek.

### FC Baník Ostrava (návrat)
18. února 2013 podepsal Milan Baroš smlouvu na 1½ roku (do 30. června 2014). Vrátil se tak do klubu, ze kterého odešel do zahraničí. Dohodl se na platu 20 000 Kč měsíčně plus prémie. Hráč se rozhodl všechny vydělané peníze věnovat na rozvoj mládeže v ostravském klubu. Útočník Dominik Kraut přenechal Milanu Barošovi dres s číslem 27. K prvnímu zápasu nastoupil na Bazalech 23. února proti Dynamu České Budějovice, na hřiště se dostal v 68. minutě. Utkání na těžkém terénu skončilo remízou 0:0. V dalším ligovém kole 3. března 2013 nastoupil v základní sestavě proti domácí Viktorii Plzeň a měl několik slibných šancí, jednou trefil tyč. V 79. minutě střídal, zápas skončil remízou 1:1. Ve svém třetím ligovém zápase 9. března doma proti Hradci Králové zařídil hattrickem vítězství Ostravy 3:0. Podařený zápas odehrál i 4. května ve 26. kole proti Příbrami, na domácím hřišti vstřelil při výhře 2:0 obě branky. Celkem odehrál za Ostravu 12 ligových utkání a vstřelil 5 gólů.

### Antalyaspor
16. července 2013 se opět vrátil do Turecka, když podepsal roční smlouvu s týmem Antalyaspor, kde se stal spoluhráčem krajana Petra Jandy. V Süper Lig debutoval za nový klub 16. srpna 2013 v utkání proti Kayseri Erciyessporu, které skončilo remízou 0:0. Baroš nastoupil na hrací plochu v 54. minutě. První gól v Süper Lig vstřelil 31. srpna 2013 Bursasporu, kde ve 4. minutě otevřel skóre utkání, soupeř vývoj otočil a vyhrál 2:1. Podruhé se střelecky prosadil 6. října 2013 proti domácímu Çaykuru Rizespor, v 88. minutě zařídil vítězným gólem výsledek 2:1 a druhou výhru Antalyasporu v ligovém ročníku. 22. prosince 2013 si v ligovém utkání s Gençlerbirliği SK (porážka 2:3) poranil koleno, nastoupil v úvodu druhého poločasu a po třech minutách musel opustit hřiště. Šlo o přetržený přední křížový vaz a poškozený postranní vaz. Hráč se musel podrobit operaci. V jarní části sezony nehrál.

### FC Baník Ostrava (druhý návrat)
V září 2014 se opět vrátil do Baníku Ostrava. Podepsal smlouvu do konce sezony 2014/15 a vybral si dres s číslem 33. K prvnímu zápasu v Synot lize nastoupil 17. října 2014 v 11. kole (remíza 0:0), šel na hřište v 74. minutě. Byl to jeho první soutěžní start po více než 9 měsících. 28. února 2015 v ligovém zápase proti AC Sparta Praha gólem přispěl k remíze 1:1. Po sezóně 2014/15 mu vedení Baníku nenabídlo prodloužení smlouvy kvůli ostré kritice vedení a poměrů v klubu a Milan Baroš se tak stal volným hráčem. V sezóně odehrál za Baník 11 ligových zápasů a vstřelil 2 góly. Zájem o něj projevil mj. středočeský klub FK Mladá Boleslav a SK Slavia Praha.

### FK Mladá Boleslav
Hráč se po odchodu z Baníku dohodl na dvouleté smlouvě se středočeským klubem FK Mladá Boleslav. Trenér Karel Jarolím jej příliš často nestavěl v základní sestavě, Baroš měl navíc v počátku zdravotní problémy. Týmu pomohl k vítězství v českém poháru 2015/16. V létě 2016 se rozhodl v půli angažmá z klubu odejít.

### FC Slovan Liberec
V červenci 2016 přestoupil do FC Slovan Liberec.

### FC Baník Ostrava (třetí návrat)
V červnu 2017 po ukončení smlouvy s FC Slovan Liberec se potřetí vrátil do svého mateřského klubu FC Baník Ostrava, kde hodlal ukončit svou hráčskou kariéru. Novou smlouvu pro sezónu 2017/2018 podepsal dne 21. 6. 2017.
První ligový gól po návratu dal hned v 1. kole proti Zbrojovce Brno hlavou na 2:1 (zápas skončil výhrou 3:1). Ve 2. kole proti mistrovské Slavii Praha vstřelil sporný gól, který nebyl uznán kvůli neúmyslnému hraní rukou, a zápas skončil 0:0.
V dubnu 2020 prohlásil, že plánuje ukončit kariéru. Dne 3.7.2020 na tiskové konferenci FC Baníku Ostrava ukončil aktivní hráčskou kariéru.

### FK Vigantice (návrat)
6. srpna 2020 byl oznámen návrat do FK Vigantic, kde Milan Baroš začínal. Jeho první zápas po návratu do Vigantic (1. A třídy) se uskuteční 14. srpna 2020 proti Juřince.

## Reprezentační kariéra

### Mládežnické výběry
Milan Baroš prošel několika mládežnickými reprezentacemi České republiky, postupně hrál za:
- reprezentaci do 15 let: (7 zápasů, 5 výher, 1 remíza, 1 prohra, 3 vstřelené góly)
- reprezentaci do 16 let (5 zápasů, 4 výhry, 1 remíza, 1 vstřelený gól)
- reprezentaci do 17 let (4 zápasy, 1 výhra, 1 remíza, 2 prohry, 1 vstřelený gól)
- reprezentaci do 18 let (19 zápasů, 9 výher, 5 remíz, 5 proher, 5 vstřelených gólů)
- reprezentaci do 21 let (19 zápasů, 10 výher, 4 remíz, 5 proher, 9 vstřelených gólů).
- reprezentaci do 23 let (olympijský výběr) (3 zápasy, 0 výher, 2 remízy, 1 prohra, 0 vstřelených gólů)

Všech 8 zápasů za „jedenadvacítku“, v nichž Baroš skóroval skončilo vítězstvím českého týmu (proti Dánsku se trefil dvakrát).

#### Letní olympijské hry 2000
Nastoupil i v českém olympijském výběru do 23 let na Letních olympijských hrách v Austrálii v roce 2000. 13. září 2000 odehrál 68 minut v utkání se Spojenými státy americkými, zápas skončil remízou 2:2. 16. září 2000 v Brisbane podlehl český tým Kuvajtu 2:3, Baroš nastoupil opět v základu a tentokrát odehrál kompletní utkání. V posledním zápase českého týmu v základní skupině s Kamerunem byl u konečné remízy 1:1, český tým se 2 body obsadil poslední příčku v tabulce skupiny C.

#### Mistrovství Evropy hráčů do 21 let 2000
V základní skupině A mistrovství Evropy hráčů do 21 let v roce 2000 konaném na Slovensku se česká reprezentace střetla postupně s celky Španělska, Nizozemska a Chorvatska. Do finále postupoval vítěz skupiny, druhý tým skupiny se kvalifikoval do zápasu o bronz. Prvního remízového zápasu se Španělskem (1:1) se Milan Baroš nezúčastnil, nastoupil až ve druhém v Trenčíně proti Nizozemsku (výhra ČR 3:1), odehrál kompletní zápas a v 83. minutě dostal žlutou kartu. V posledním utkání skupiny 1. června proti Chorvatsku hrál do 66. minuty, pak jej vystřídal Erich Brabec, ještě předtím vstřelil Baroš gól na průběžných 2:1. Utkání skončilo výhrou českého družstva 4:3 a postupem do finále proti Itálii.
Ve finále jej poslal trenér Karel Brückner do zápasu v 61. minutě za stavu 1:1 za Libora Sionka, český tým nakonec prohrál gólem Pirla z 81. minuty. Milan Baroš získal s týmem stříbrné medaile.

#### Mistrovství Evropy hráčů do 21 let 2002
Zúčastnil se i mistrovství Evropy hráčů do 21 let v roce 2002 ve Švýcarsku, kde česká reprezentační jedenadvacítka vyhrála svůj premiérový titul, když ve finále porazila Francii na pokutové kopy. Systém se změnil, první dva celky ze základních skupin postupovaly do semifinále.
V prvním zápase základní skupiny B 16. května prohrála česká reprezentace s Francií (prohra 0:2), trenér Miroslav Beránek nechal hrát Milana Baroše do 62. minuty, kdy jej nahradil Štěpánem Vachouškem. 19. května následoval zápas s Belgií, Baroš střídal v 86. minutě za stavu 1:0 pro ČR Tomáše Juna, utkání tímto výsledkem skončilo. V posledním zápase skupiny proti Řecku hrál Baroš do 88. minuty (v 63. minutě obdržel žlutou kartu), zápas dospěl k remíze 1:1.
V semifinále 25. května narazilo české mládežnické družstvo na tým Itálie, který porazilo zlatým gólem na 3:2 Michala Pospíšila v 9. minutě prodloužení. Milan Baroš strávil na hřišti 90 minut (ve 45. byl oceněn žlutou kartou), pak jej vystřídal Libor Žůrek.
Ve finále 28. května se ČR opět střetla se svým soupeřem ze základní skupiny Francií. Tentokrát gól v řádné hrací době ani v prodloužení nepadl a musely rozhodnout pokutové kopy. V nich exceloval Petr Čech, jenž zlikvidoval 3 ze 4 pokusů soupeře a český tým slavil svůj první titul. Milana Baroše střídal již ve 38. minutě Michal Pospíšil. Zároveň to bylo poslední vystoupení mladého útočníka za reprezentační tým do 21 let, na tomto turnaji se střelecky neprosadil.

### A-mužstvo
Milan Baroš debutoval v A-mužstvu ČR 25. dubna 2001 na Letné v utkání proti Belgii, když nastoupil do druhého poločasu. V tomto zápase také vstřelil svůj první gól za seniorskou reprezentaci, vyrovnával v 82. minutě na konečných 1:1.
Střelecky nejvydařenější zápas v reprezentaci odehrál 9. září 2009 v kvalifikačním utkání na MS 2010 proti San Marinu, vsítil celkem 4 góly v rozmezí 27. a 66. minuty (utkání skončilo jasným vítězstvím českého týmu 7:0).
Účast Milana Baroše na vrcholových turnajích:
- ME 2004 v Portugalsku – 3. místo
- MS 2006 v Německu – základní skupina
- ME 2008 v Rakousku a Švýcarsku – základní skupina
- ME 2012 v Polsku a na Ukrajině – čtvrtfinále

Dne 8. dubna 2009 byl vyloučen z reprezentace poté, kdy se po prohraném kvalifikačním zápase se Slovenskem 1. dubna zúčastnil s pěti dalšími reprezentanty večírku ve společnosti mladých dam, podle bulvárního tisku prostitutek. Do reprezentace byl znovu povolán v srpnu 2009 novým trenérem Ivanem Haškem.
Poslední zápas v reprezentaci odehrál 21. června 2012 ve čtvrtfinále ME 2012, v němž český tým podlehl Portugalsku 0:1.

#### EURO 2004
Na evropském šampionátu 2004 v Portugalsku byl český tým nalosován do poměrně těžké skupiny s Německem, Nizozemskem a Lotyšskem. V prvním utkání 15. června 2004 proti Lotyšsku prohrávalo české mužstvo po gólu Mārise Verpakovskise 0:1, když se v 73. minutě u postranní čáry uvolnil Karel Poborský, přelstil dva lotyšské hráče a nasměroval do pokutového území centr, který lotyšský brankář Aleksandrs Koļinko vyboxoval pouze k Milanu Barošovi, jenž ho po zpracování napálil do sítě. Marek Heinz pak zajistil pro české barvy v 85. minutě vítězství 2:1.
Druhý zápas nastoupila česká reprezentace 19. června 2004 na stadionu v Aveiru proti Nizozemsku. V památném utkání prohrávala v 19. minutě 0:2, ale dokázala otočit na 3:2 a jako jediná si zajistit postup do čtvrtfinále již ve druhém kole (napomohl tomu remízový zápas Německa s Lotyšskem), navíc z prvního místa. Baroš nastoupil stejně jako v předchozím utkání v základní sestavě. Ve 23. minutě pronikl do pokutového území soupeře, bránící Jaap Stam mu nedokázal odebrat míč a český hráč jej s trochou štěstí posunul na druhého útočníka Kollera, jenž prostřelil nizozemského brankáře Edwina van der Sara. Další důležitý moment přišel v 71. minutě, když Barošovi hrudí sklepl míč Jan Koller a Milan se z halfvoleje trefil do rohu soupeřovy brány. Van der Sar si sice na míč sáhl, ale nedokázal umístěnou prudkou ránu vytlačit mimo tyče. V závěru Vladimír Šmicer dokonal obrat na 3:2, když po přihrávce Karla Poborského dával míč do prázdné brány.
V posledním vystoupení českého celku v základní skupině si trenér Karel Brückner mohl dovolit 9 změn v sestavě, Milan Baroš se dostal na hřiště v 59. minutě za stavu 1:1 a o 18 minut později zaznamenal svůj třetí gól na turnaji. Brankář Oliver Kahn sice jeho první střelu vyrazil, ale ta se odrazila zpět k českému útočníkovi, jenž neměl problém ji vrátit do sítě. Český tým porazil Německo 2:1 a vyhrál skupinu s plným počtem bodů (9).
Ve čtvrtfinále 27. června 2004 narazilo národní mužstvo na Dánsko, celek vyznávající rovněž ofenzivní hru. V 63. minutě našel Poborský přihrávkou za obranu Milana Baroše, jenž obloučkem překonal dánského brankáře Thomase Sørensena. O dvě minuty později přidal ještě jednu branku a české mužstvo zvítězilo nad skandinávským soupeřem přesvědčivě 3:0.
V semifinále se favorizovaný český tým utkal s překvapením turnaje Řeckem a podlehl mu 0:1 po prodloužení, rozhodl stříbrný gól Traianose Dellase. Milan Baroš odehrál celý zápas a ve 102. minutě obdržel žlutou kartu.
Milan Baroš se stal s 5 góly nejlepším střelcem turnaje před čtyřgólovými Waynem Rooneym z Anglie a Ruudem van Nistelrooyem z Nizozemí. Dostal se i do All-Star sestavy turnaje.

#### Mistrovství světa 2006
Na MS 2006 v Německu se střetla česká reprezentace v základní skupině E postupně s USA, Ghanou a Itálií. Do prvních dvou zápasů (12. června 2006 proti USA, výhra ČR 3:0 a 17. června 2006 prohra 0:2 s Ghanou) Baroš nezasáhl, jelikož se zranil v přípravném zápase před mistrovstvím proti Trinidadu a Tobagu.
Objevil se na hřišti až v závěrečném zápase základní skupiny 22. června proti Itálii a byl svědkem prohry 0:2, která znamenala obsazení nepostupového třetího místa se 3 body za Itálií a Ghanou. Milan Baroš hrál do 64. minuty a poté byl za stavu 0:1 pro soupeře vystřídán Davidem Jarolímem.

#### EURO 2008
Na ME 2008 ve Švýcarsku a Rakousku byl český tým nalosován do základní skupiny A se Švýcarskem, Portugalskem a Tureckem. V prvním zápase (zahajovací utkání šampionátu) proti Švýcarsku Baroš nehrál, utkání skončilo vítězstvím ČR 1:0. Ve druhém utkání s Portugalskem nastoupil na hrotu útoku místo Jana Kollera, ale neprosadil se a český tým prohrál 1:3. Ve třetím utkání s Tureckem, v němž se oba celky utkaly o přímý postup do čtvrtfinále sledoval Baroš z lavičky kolaps českého týmu, který nedokázal v závěru udržet náskok 2:0 a prohrál výsledkem 2:3. Baroš obdržel na lavičce v 90. minutě žlutou kartu za protesty.

#### EURO 2012
Na ME 2012 v Polsku a na Ukrajině se octl český tým v papírově snadné základní skupině A společně s Polskem, Ruskem a Řeckem. Trenér Michal Bílek na zkušeného útočníka sázel, postavil jej do základní sestavy v každém ze čtyř zápasů, které zde národní tým odehrál. V prvním zápase (8. června 2012) byl Baroš na hřišti u prohry českého mužstva 1:4 s Ruskem, v 85. minutě jej vystřídal David Limberský.
Ve druhém zápase (12. června 2012) proti Řecku odehrál 64 minut, pak jej střídal Tomáš Pekhart, český tým zvítězil 2:1 a uchoval si naději na postup do čtvrtfinále.
V závěrečném zápase základní skupiny proti Polsku 16. června byl Milan Baroš autorem přihrávky na rozhodující gól, který posunul český tým do čtvrtfinále. Tomáš Hübschman zachytil nepřesnou rozehrávku polských hráčů za půlící čárou, přihrál volnému Barošovi, jenž si naběhl na hranici velkého vápna a přiťukl míč Petru Jiráčkovi a ten prostřelil polského brankáře Przemysława Tytońa. Díky tomu český tým s celkově šesti body postoupil z prvního místa ve skupině (přes pasivní skóre 4:5 ze tří zápasů) do čtvrtfinále turnaje (společně s Řeckem, které po vítězství nad Ruskem 1:0 skončilo druhé).
Čtvrtfinálový zápas ve Varšavě (21. června 2012) proti Portugalsku český tým prohrál 0:1 a s turnajem se rozloučil. Milan Baroš odehrál celé utkání. Ačkoli se na turnaji gólově neprosadil, byl důležitou součástí týmu. Po vyřazení mužstva z šampionátu hráč oznámil, že v reprezentaci končí.

### Reprezentační góly a zápasy
Seznam všech 9 gólů Milana Baroše v české reprezentaci do 21 let
| Gól č. | Datum        | Stadion                   | Soupeř        | Skóre (min.) | Výsledek | Soutěž                      | Gól         |
| 1999   | 1999         | 1999                      | 1999          | 1999         | 1999     | 1999                        | 1999        |
| ------ | ------------ | ------------------------- | ------------- | ------------ | -------- | --------------------------- | ----------- |
| 01     | 13. 11. 1999 | Na Stínadlech, Teplice    | Řecko         | 03:00 (82.)  | 3:0      | kvalifikace na ME „21“ 2000 | padl ze hry |
| 2000   |              |                           |               |              |          |                             |             |
| 02     | 022. 2. 2000 | Dublin, Irsko             | Irsko         | 01:20 (84.)  | 1:2      | přátelské utkání            | padl ze hry |
| 03     | 01. 6. 2000  | Trenčín, Slovensko        | Chorvatsko    | 02:10 (54.)  | 4:3      | ME „21“ 2000                | padl ze hry |
| 04     | 06. 10. 2000 | Stadion u Nisy, Liberec   | Island        | 01:00 (8.)   | 2:1      | kvalifikace na ME „21“ 2002 | padl ze hry |
| 05     | 10. 10. 2000 | Ta Quali, Valletta, Malta | Malta         | 00:10 (58.)  | 0:1      | kvalifikace na ME „21“ 2002 | padl ze hry |
| 2001   |              |                           |               |              |          |                             |             |
| 06     | 028. 2. 2001 | Blšany                    | Polsko        | 02:20 (54.)  | 4:2      | přátelské utkání            | padl ze hry |
| 07     | 023. 3. 2001 | Ballymena, Severní Irsko  | Severní Irsko | 00:10 (48.)  | 0:2      | kvalifikace na ME „21“ 2002 | padl ze hry |
| 08     | 027. 3. 2001 | Na Stínadlech, Teplice    | Dánsko        | 02:00 (39.)  | 3:0      | kvalifikace na ME „21“ 2002 | padl ze hry |
| 09     | 027. 3. 2001 | Na Stínadlech, Teplice    | Dánsko        | 03:00 (59.)  | 3:0      | kvalifikace na ME „21“ 2002 | padl ze hry |

Seznam všech 41 gólů Milana Baroše v A-mužstvu České republiky
| Gól č. | Datum        | Stadion                                          | Soupeř              | Skóre (min.) | Výsledek | Soutěž                   | Gól          |
| 2001   | 2001         | 2001                                             | 2001                | 2001         | 2001     | 2001                     | 2001         |
| ------ | ------------ | ------------------------------------------------ | ------------------- | ------------ | -------- | ------------------------ | ------------ |
| 01     | 025. 4. 2001 | Letná, Praha                                     | Belgie              | 01:10 (82.)  | 1:1      | přátelské utkání         | padl ze hry  |
| 02     | 06. 6. 2001  | Na Stínadlech, Teplice                           | Severní Irsko       | 03:10 (90.)  | 3:1      | Kvalifikace na MS 2002   | padl ze hry  |
| 03     | 05. 9. 2001  | Na Stínadlech, Teplice                           | Malta               | 03:20 (68.)  | 3:2      | Kvalifikace na MS 2002   | padl ze hry  |
| 04     | 06. 10. 2001 | Letná, Praha                                     | Bulharsko           | 03:00 (28.)  | 6:0      | Kvalifikace na MS 2002   | padl ze hry  |
| 2002   |              |                                                  |                     |              |          |                          |              |
| 05     | 06. 9. 2002  | Letná, Praha                                     | Srbsko a Černá Hora | 03:00 (51.)  | 5:0      | přátelské utkání         | padl ze hry  |
| 06     | 06. 9. 2002  | Letná, Praha                                     | Srbsko a Černá Hora | 05:00 (80.)  | 5:0      | přátelské utkání         | padl ze hry  |
| 07     | 16. 10. 2002 | Na Stínadlech, Teplice                           | Bělorusko           | 02:00 (23.)  | 2:0      | Kvalifikace na EURO 2004 | padl ze hry  |
| 08     | 20. 11. 2002 | Na Stínadlech, Teplice                           | Švédsko             | 03:20 (63.)  | 3:3      | přátelské utkání         | padl ze hry  |
| 2003   |              |                                                  |                     |              |          |                          |              |
| 09     | 012. 2. 2003 | Saint-Denis, Francie                             | Francie             | 00:20 (61.)  | 0:2      | přátelské utkání         | padl ze hry  |
| 010    | 030. 4. 2003 | Na Stínadlech, Teplice                           | Dánsko              | 02:00 (38.)  | 4:0      | přátelské utkání         | padl ze hry  |
| 011    | 06. 9. 2003  | Minsk, Bělorusko                                 | Bělorusko           | 01:20 (54.)  | 1:3      | Kvalifikace na EURO 2004 | padl ze hry  |
| 012    | 010. 9. 2003 | Letná, Praha                                     | Nizozemí            | 03:10 (90.)  | 3:1      | Kvalifikace na EURO 2004 | padl ze hry  |
| 2004   |              |                                                  |                     |              |          |                          |              |
| 013    | 031. 3. 2004 | Lansdowne Road, Dublin                           | Irsko               | 01:10 (81.)  | 2:1      | přátelské utkání         | padl ze hry  |
| 014    | 02. 6. 2004  | Letná, Praha                                     | Bulharsko           | 01:00 (54.)  | 3:1      | přátelské utkání         | padl ze hry  |
| 015    | 06. 6. 2004  | Na Stínadlech, Teplice                           | Estonsko            | 01:00 (6.)   | 2:0      | přátelské utkání         | padl ze hry  |
| 016    | 06. 6. 2004  | Na Stínadlech, Teplice                           | Estonsko            | 02:00 (22.)  | 2:0      | přátelské utkání         | padl ze hry  |
| 017    | 015. 6. 2004 | Estádio Municipal de Aveiro, Aveiro, Portugalsko | Lotyšsko            | 01:10 (73.)  | 2:1      | EURO 2004                | padl ze hry  |
| 018    | 019. 6. 2004 | Estádio Municipal de Aveiro, Aveiro, Portugalsko | Nizozemí            | 02:20 (71.)  | 3:2      | EURO 2004                | padl ze hry  |
| 019    | 023. 6. 2004 | Estádio José Alvalade, Lisabon, Portugalsko      | Německo             | 02:10 (77.)  | 2:1      | EURO 2004                | padl ze hry  |
| 020    | 027. 6. 2004 | Estádio do Dragão, Porto, Portugalsko            | Dánsko              | 02:00 (63.)  | 3:0      | EURO 2004                | padl ze hry  |
| 021    | 027. 6. 2004 | Estádio do Dragão, Porto, Portugalsko            | Dánsko              | 03:00 (65.)  | 3:0      | EURO 2004                | padl ze hry  |
| 2005   |              |                                                  |                     |              |          |                          |              |
| 022    | 026. 3. 2005 | Na Stínadlech, Teplice                           | Finsko              | 01:00 (7.)   | 4:3      | Kvalifikace na MS 2006   | padl ze hry  |
| 023    | 030. 3. 2005 | Andorra la Vella, Andorra                        | Andorra             | 00:20 (40.)  | 0:4      | Kvalifikace na MS 2006   | padl ze hry  |
| 024    | 04. 6. 2005  | Stadion u Nisy, Liberec                          | Andorra             | 05:10 (79.)  | 8:1      | Kvalifikace na MS 2006   | padl ze hry  |
| 025    | 08. 6. 2005  | Na Stínadlech, Teplice                           | Makedonie           | 06:10 (87.)  | 6:1      | Kvalifikace na MS 2006   | padl ze hry  |
| 026    | 07. 9. 2005  | Andrův stadion, Olomouc                          | Arménie             | 03:00 (58.)  | 4:1      | Kvalifikace na MS 2006   | padl ze hry  |
| 2006   |              |                                                  |                     |              |          |                          |              |
| 027    | 026. 5. 2006 | Tivoli, Innsbruck, Rakousko                      | Saúdská Arábie      | 01:00 (15.)  | 2:0      | přátelské utkání         | padl ze hry  |
| 028    | 07. 10. 2006 | Stadion u Nisy, Liberec                          | San Marino          | 03:00 (28.)  | 7:0      | Kvalifikace na EURO 2008 | padl ze hry  |

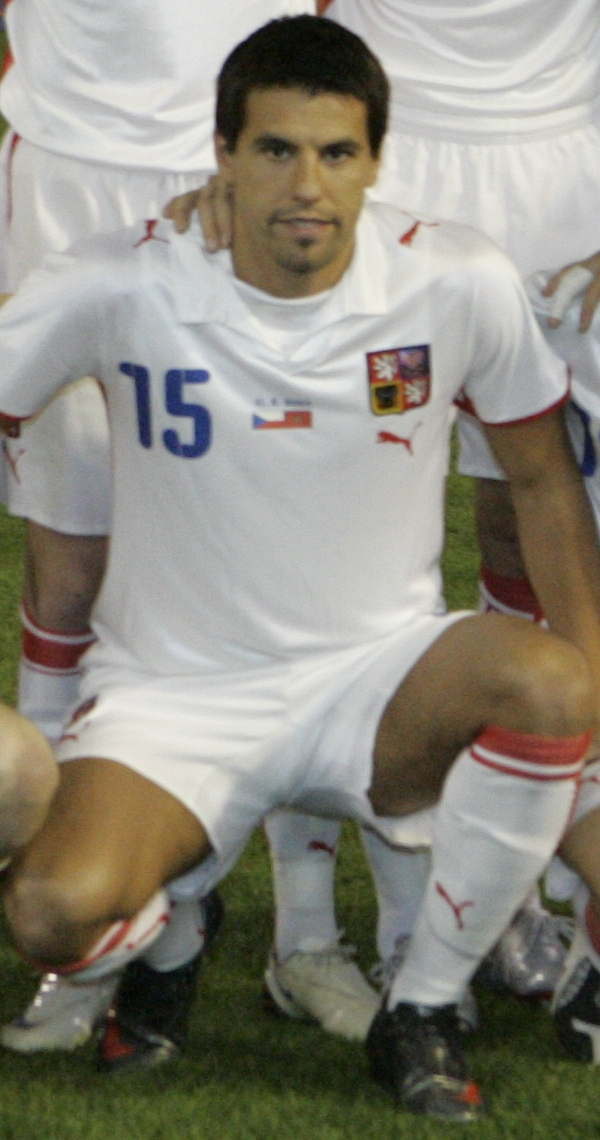
Milan Baroš v reprezentačním dresu.

| 029    | 07. 10. 2006 | Stadion u Nisy, Liberec                          | San Marino          | 07:00 (68.)  | 7:0      | Kvalifikace na EURO 2008 | padl ze hry  |
| 030    | 15. 11. 2006 | Letná, Praha                                     | Dánsko              | 01:10 (90.)  | 1:1      | přátelské utkání         | padl ze hry  |
| 2007   |              |                                                  |                     |              |          |                          |              |
| 031    | 024. 3. 2007 | Letná, Praha                                     | Německo             | 01:20 (77.)  | 1:2      | Kvalifikace na EURO 2008 | padl ze hry  |
| 2008   |              |                                                  |                     |              |          |                          |              |
| 032    | 020. 8. 2008 | New Wembley Stadium, Londýn, Anglie              | Anglie              | 00:10 (22.)  | 2:2      | přátelské utkání         | padl ze hry  |
| 2009   |              |                                                  |                     |              |          |                          |              |
| 033    | 012. 8. 2009 | Na Stínadlech, Teplice                           | Belgie              | 02:10 (42.)  | 3:1      | přátelské utkání         | pokutový kop |
| 034    | 05. 9. 2009  | Tehelné pole, Bratislava                         | Slovensko           | 02:20 (84.)  | 2:2      | Kvalifikace na MS 2010   | padl ze hry  |
| 035    | 09. 9. 2009  | Uherské Hradiště                                 | San Marino          | 01:00 (27.)  | 7:0      | Kvalifikace na MS 2010   | padl ze hry  |
| 036    | 09. 9. 2009  | Uherské Hradiště                                 | San Marino          | 02:00 (44.)  | 7:0      | Kvalifikace na MS 2010   | padl ze hry  |
| 037    | 09. 9. 2009  | Uherské Hradiště                                 | San Marino          | 03:0 (45+3.) | 7:0      | Kvalifikace na MS 2010   | pokutový kop |
| 038    | 09. 9. 2009  | Uherské Hradiště                                 | San Marino          | 05:00 (66.)  | 7:0      | Kvalifikace na MS 2010   | padl ze hry  |
| 2011   |              |                                                  |                     |              |          |                          |              |
| 039    | 029. 3. 2011 | Střelecký ostrov, České Budějovice               | Lichtenštejnsko     | 01:00 (3.)   | 2:0      | Kvalifikace na EURO 2012 | padl ze hry  |
| 2012   |              |                                                  |                     |              |          |                          |              |
| 040    | 029. 2. 2012 | AVIVA Stadium, Dublin                            | Irsko               | 00:10 (50.)  | 1:1      | přátelské utkání         | padl ze hry  |
| 041    | 026. 5. 2012 | Hartberg, Rakousko                               | Izrael              | 00:10 (17.)  | 1:2      | přípravné utkání         | pokutový kop |

| Rok    | Zápasy | Góly | Gól/záp. |
| ------ | ------ | ---- | -------- |
| 1999   | 2      | 1    | 0,50     |
| 2000   | 9      | 4    | 0,44     |
| 2001   | 3      | 4    | 1,33     |
| 2002   | 5      | 0    | 0,00     |
| Celkem | 19     | 9    | 0,47     |

| Rok    | Zápasy | Góly | Gól/záp. |
| ------ | ------ | ---- | -------- |
| 2001   | 8      | 4    | 0,50     |
| 2002   | 6      | 4    | 0,67     |
| 2003   | 7      | 4    | 0,57     |
| 2004   | 13     | 9    | 0,69     |
| 2005   | 11     | 5    | 0,45     |
| 2006   | 8      | 4    | 0,50     |
| 2007   | 8      | 1    | 0,13     |
| 2008   | 9      | 1    | 0,11     |
| 2009   | 8      | 6    | 0,75     |
| 2010   | 1      | 0    | 0,00     |
| 2011   | 7      | 1    | 0,14     |
| 2012   | 7      | 2    | 0,29     |
| Celkem | 93     | 41   | 0,44     |

## Vystupování v médiích, reklamě a filmu
Milan Baroš účinkoval v reklamních kampaních, například firmy Nike nebo pojišťovny Victoria-Volksbanken a předvolební kampani ODS. Podle poslance Vlastimila Tlustého (TV Nova, pořad „Natvrdo“ 7. září 2008) Baroš pózoval na volebních plakátech ODS před volbami v roce 2006 za slib dotace 10 milionů korun ze státní pokladny na založení mládežnické fotbalové akademie a vybudování hřišť.
Milan Baroš přes své nepopiratelné zásluhy platí za kontroverzní postavu českého fotbalu. Patrně v reakci na reportáže bulvárních médií od roku 2008 prakticky nekomunikoval s novináři, čímž zcela ztratil kontrolu nad tím, co se o něm píše, a posílil tak vytvářený negativní obraz „nafoukaného frajera, co ignoruje všechny a všechno.“ Jeho záporný vztah k některým novinářům vyvrcholil aférou po odjezdu z Eura 2012, kdy vyhrožoval jednomu z nich zabitím.
Měl cameo roli ve filmu Góóól! z roku 2005. Ve filmu Tři Tygři ve filmu: JACKPOT z roku 2022 si zahrál miniroli doručovatele Milana.

## Úspěchy

### Klubové
Liverpool FC
- 1× vítěz Anglického ligového poháru (2003)
- 1× vítěz Ligy mistrů UEFA (2004/05)

Olympique Lyon
- 1× vítěz Ligue 1 (2006/07)
- 1× vítěz francouzského superpoháru (2007)

Portsmouth FC
- 1× vítěz FA Cupu (2008)

Galatasaray SK
- 1× vítěz Süper Lig (2011/12)
- 1× vítěz tureckého Superpoháru (2012)

FK Mladá Boleslav
- 1× vítěz MOL Cup (2015/2016)

FC Baník Ostrava
- 2. místo MOL Cup (2018/2019)

### Reprezentační
- 2× účast na ME „21“ (2000 – 2. místo, 2002 – 1. místo)
- 1× účast na MS (2006 – základní skupina)
- 3× účast na ME (2004 – 3. místo, 2008 – základní skupina, 2012 – čtvrtfinále)
- 1× účast na OH (2000 – základní skupina)

### Individuální
- Talent roku 2000 v anketě Fotbalista roku (Česko)[8]
- nejlepší střelec ME 2004 (5 gólů)
- ME 2004 All-Star Team
- nejlepší střelec turecké Süper Lig v sezóně 2008/09 (20 gólů)
- Hráč měsíce v Gambrinus lize (březen 2013)[106]
- Osobnost HET ligy 2017/18